# 约阿基姆·莫尔多韦亚努
约阿基姆·莫尔多韦亚努（羅馬尼亞語：Ioachim Moldoveanu，1913年8月17日—1981年7月31日），罗马尼亚男子足球运动员，司职前锋。他曾代表罗马尼亚国家队参加1938年国际足联世界杯，结果队伍止步十六强。